# Georg Mauerer

Georg Mauerer

Georg Mauerer (* 26. November 1868 in München; † 12. Januar 1957 in München) war ein deutscher Politiker (SPD).

## Leben und Wirken
In seiner Jugend besuchte Mauerer die Volksschule und Fortbildungsschule in München. Er erlernte das Sattlerhandwerk und bereiste anschließend Deutschland, Österreich und die Schweiz. Im Jahr 1884 trat er in die Gewerkschaft und um 1890 in die Sozialdemokratische Partei Deutschlands ein. Außerdem beteiligte er sich an der Gründung des Deutschen Sattlerverbandes, dessen erster Vorsitzender er wurde. Zeitweise war er als Rechnungsrat bei der AOK München angestellt.
Von 1908 bis 1914 und von 1919 bis 1933 war Mauerer Gemeindebevollmächtigter (Mitglied der Stadtvertretung) in München, ab 1930 als Fraktionsvorsitzender der SPD. 1914 wurde er Mitglied des Magistrats der Stadt. 
Im Juni 1920 zog Mauerer im Nachrückverfahren für seinen ausgeschiedenen Parteikollegen Alwin Saenger als Abgeordneter in die Weimarer Nationalversammlung, in der er bis zum Juni desselben Jahres den Wahlkreis 24 (Oberbayern und Schwaben) vertrat. Während des Hitlerputsches im November 1923 wurde er in München von Anhängern der NSDAP verhaftet und misshandelt. Im Januar 1933 wurde er mit der Machtergreifung der Nationalsozialisten in Schutzhaft genommen.
Mauerer trat öffentlich vor allem durch sein sozialpolitisches Engagement hervor und engagierte sich für die Förderung der Volkskunst. Mit Gerhart Hauptmann war er an der Gründung der Freien Volksbühne Berlin beteiligt. Ab 1899 verfasste er die Mitteilungen des Vereins Münchner Volksbühne als wesentliche Vorarbeit zur Gründung der Münchener Volksbühne, die im September 1918 stattfand und deren Vorsitzender er wurde. Nach dem Zweiten Weltkrieg war er 1946 auch an der Neugründung der Volksbühne beteiligt.

## Ehrungen
- Goldene Bürgermedaille der Landeshauptstadt München (1955)
- Ehrenvorsitzender des Münchener Volksbühne e.V.
- Benennung des Georg-Mauerer-Wegs in Feldmoching (1963)[2]